# Pau Cubarsí Paredes
Pau Cubarsí Paredes   (Estanyol, 22 de gener de 2007) és un futbolista català que juga com a defensa central al FC Barcelona. Conegut per la seva capacitat de distribució, posicionament defensiu i intel·ligència de joc, és considerat un dels millors defenses joves del món.

## Carrera de club
Nascut a Estanyol, poble del municipi de Bescanó, a la comarca del Gironès, Cubarsí va començar la seva carrera al Girona FC, abans de traslladar-se al FC Barcelona el 2018. Després d'haver progressat al planter, va esdevenir el tercer jugador més jove del Barcelona a debutar a la Lliga Juvenil de la UEFA, darrere de Lamine Yamal i Ilaix Moriba, quan va començar com a titular en un eventual empat 1-1 amb el Viktoria Plzeň txec.
L'abril del 2023 es va entrenar amb el primer equip per primera vegada, després d'haver estat convocat pel tècnic Xavi. Va signar el seu primer contracte professional amb el club tres mesos després, el 8 de juliol i va ser inclòs a la plantilla que feu la pretemporada 2023-24 amb el primer equip del Barcelona.
El 18 de gener de 2024 debutà de forma oficial amb el FC Barcelona disputant 45' en un partit de Copa del Rei contra l'Unionistas de Salamanca quan substituí Andreas Christensen al descans. Debutà a Primera divisió espanyola de futbol en la jornada 21 de la temporada 2023-2024, el 21 de gener de 2024, en jugar un partit de titular contra el Reial Betis a l'estadi Benito Villamarín. Abandonà el camp al minut 81 per problemes físics, sent substituït per João Félix. El 12 de març va debutar en la Lliga de Campions tot jugant el partit de tornada complet de l'eliminatòria de vuitens de final contra el Nàpols. La seva actuació va ser reconeguda amb la menció al jugador més valuós; en aquest partit va esdevenir el jugador més jove a debutar amb 17 anys i 50 dies a la fase eliminatòria de la competició, superant el rècord anterior de l'exdefensa del Bayern de Múnic David Alaba, de 17 anys i 258 dies.
El 10 d'abril de 2024, Cubarsí va esdevenir el defensa més jove en ser titular als quarts de final de la Lliga de Campions amb només 17 anys i 79 dies superant així l'anterior rècord que tenia Georgi Shchennikov del CSKA Moscou. El 9 de maig de 2024, el FC Barcelona va anunciar que havia arribat a un acord amb Cubarsí per a una pròrroga de contratcte fins al 30 de juny de 2029, amb una clàusula de rescissió de 500 milions d'euros.
El 25 de febrer de 2025, Cubarsí va rematar de cap el seu primer gol amb el Barça, en una semifinal de la Copa del Rei contra l'Atlètic de Madrid que va acabar en empat a 4. Seria posteriorment titular en la final de la Copa del Rei 2024-25 que el Barça va guanyar al Madrid per 3-2, a l'Estadi de La Cartuja de Sevilla.

## Carrera internacional
Ha representat Espanya des del nivell sub-15 fins al nivell sub-17. El 15 de març de 2024 va ser convocat per a la selecció espanyola absoluta per a la disputa de dos partits amistosos. Va debutar-hi el 22 de març, jugant els darrers 10 minuts de l'amistós que la selecció espanyola va perdre contra la de Colòmbia per 0 a 1. D'aquesta manera, feia el salt al primer equip sense passar per la sub-19 i sub-21. L'estiu del 2024 participà en les Olimpíades d'Estiu de París, on es va proclamar campió amb la selecció espanyola, obtenint així la Medalla d'Or Olímpica.

## Palmarès
FC Barcelona
- 1 Supercopa d'Espanya: 2025[18]
- 1 Copa del Rei: 2024–25[13][14]
- 1 Lliga espanyola: 2024-25

Selecció espanyola
- 1 Medalla d'or en els Jocs Olímpics: 2024[19]